# Odosyllis
Odosyllis är ett släkte av skalbaggar. Odosyllis ingår i familjen vivlar.

## Dottertaxa tillOdosyllis, i alfabetisk ordning[1]
- Odosyllis albifrons
- Odosyllis albolinea
- Odosyllis albolineatus
- Odosyllis alboscutellaris
- Odosyllis apicalis
- Odosyllis atomaria
- Odosyllis bilineola
- Odosyllis carinicollis
- Odosyllis cervina
- Odosyllis chlorizans
- Odosyllis congesta
- Odosyllis conicollis
- Odosyllis cruciger
- Odosyllis eubuloides
- Odosyllis fuscotriangularis
- Odosyllis gemmatus
- Odosyllis granulicollis
- Odosyllis ingens
- Odosyllis intricata
- Odosyllis irrorata
- Odosyllis laminata
- Odosyllis lateralis
- Odosyllis leucometopus
- Odosyllis major
- Odosyllis mindanaoensis
- Odosyllis mindaonensis
- Odosyllis octopunctata
- Odosyllis oppositus
- Odosyllis pauxilla
- Odosyllis postfasciata
- Odosyllis scutellaris
- Odosyllis sellata
- Odosyllis sellatus
- Odosyllis similis
- Odosyllis subsulfurea
- Odosyllis terrena
- Odosyllis vitiosa